# Batalla de Dermbach
La batalla de Dermbach fue el primer enfrentamiento entre tropas prusianas y bávaras en la guerra austro-prusiana cerca de Dermbach, Sajonia-Weimar-Eisenach, en la actual Turingia el 4 de julio de 1866.
En el lado prusiano, la 13.ª División a las órdenes del Teniente General von Goeben fue desplegada ante partes de las 3.ª y 4.ª divisiones de infantería bávaras con una fuerza total de aproximadamente 15.000 hombres. El Comandante en Jefe en el lado bávaro era el Príncipe Carlos.

## Posiciones iniciales
El Ejército prusiano del Meno, formado por tres divisiones a las órdenes del General Eduard von Falckenstein, había avanzado desde Eisenach hacia Fulda desde el 1 de julio. Este también era el objetivo del Ejército bávaro, que quería unirse ahí con el VIII Cuerpo Federal (contingentes de Baden, Wurtemberg, Hesse-Darmstadt, Hesse-Kassel, Nassau y Austria).
Durante los días 2 y 3 de julio ya había habido escaramuzas menores entre los ejércitos prusiano y bávaro cerca de Immelborn y Dermbach. Falckenstein creía que solo estaba tratando con fuerzas bávaras débiles. Por lo tanto dio la orden a la 13.ª División prusiana de hacer retroceder el enemigo con un "corto avance". Las dos escaramuzas en Zella y Neidhartshausen y en Wiesenthal se desarrollaron de esto.

## La batalla
El avance prusiano con unos 5000 hombres sobre Neidhartshausen y Zella tuvo éxito. Fue posible expulsar a las tropas bávaras de sus posiciones ahí. Hubo un fiero combate en el área del monasterio de Zella. Por la tarde las tropas prusianas se retiraron de las posiciones ocupadas como se ordenó.
El avance contra Wiesenthal, también con unos 5000 hombres, tenía la intención de asegurar los flancos de las unidades que avanzaban sobre Zella. Contrariamente a la orden del día, que indicaba la ocupación de la villa como objetivo, las tropas que avanzaban rápidamente atacaron Nebelberg, al sureste de Wiesenthal. A pesar de pérdidas considerables, lograron asaltar esta posición extremadamente sólida y mantenerla durante largo tiempo. Como los prusianos se retiraron en esta fase, se creyó que los bávaros habían ganado una victoria.

## Desenlace
La lucha en los dos campos de batalla no dio como resultado un claro ganador. Las fuerzas armadas prusianas habían conseguido un éxito limitado con la ocupación de Wiesenthal, Nebelberg y Zella, pero no lograron forzar una retirada general bávara. La retirada de los prusianos fue solo un éxito aparente del Ejército bávaro, ya que el retorno a la posición inicial estaba planeado desde el principio.
La fiereza de los combates hizo temer al mando del Ejército bávaro que un ataque más amplio del Ejército del Meno prusiano era inminente. La orden por lo tanto fue concentrar el ejército el 5 de julio en Kaltennordheim, al sur de Zella. El ataque prusiano no tuvo lugar, sin embargo, debido a que el Ejército del Meno continuó su avance hacia Fulda después de una corta interrupción, distanciándose así del Ejército bávaro. Bajo la impresión de la fuerte derrota de los aliados austríacos el 3 de julio de 1866 en la batalla de Königgrätz, el mando del Ejército bávaro se retiró de Turingia a Baviera, porque ahora la defensa del territorio bávaro tenía que ser una prioridad.